# Мана-Мар
Мана-Мар — река в России, протекает по Моргаушскому и Ядринскому районам Чувашской Республики. Устье реки находится в 3,7 км от устья Штранги по левому берегу. Длина реки составляет 12 км.
Исток реки южнее села Тораево. Река течёт по безлесой местности на юго-запад, в нижнем течении поворачивает на северо-запад. В нижнем течении на правом берегу деревня Никиткино. Впадает в Штрангу ниже села Большое Чурашево.

## Данные водного реестра
По данным государственного водного реестра России относится к Верхневолжскому бассейновому округу, водохозяйственный участок реки — Сура от устья реки Алатырь и до устья, речной подбассейн реки — Сура. Речной бассейн реки — (Верхняя) Волга до Куйбышевского водохранилища (без бассейна Оки).
Код объекта в государственном водном реестре — 08010500412110000040377.